# Joseph Walland

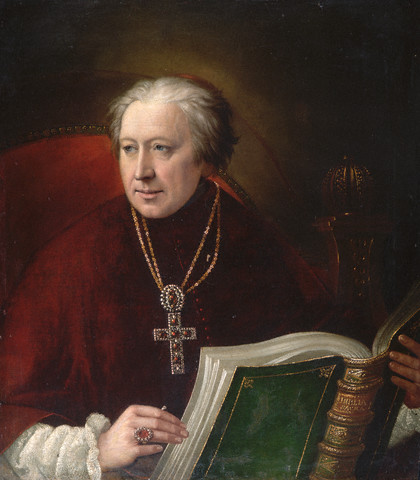
L'arcivescovo Walland in un dipinto di Giuseppe Tominz

Joseph Walland (sloveno: Jožef Balant; Novavilla, 23 gennaio 1763 – Gorizia, 11 maggio 1834) è stato un arcivescovo cattolico austriaco.

## Biografia
Compì gli studi ecclesiastici prima a Graz e poi a Lubiana. Diventato sacerdote, fu tra i primi ad insegnare la pastorale nel seminario di Lubiana in sloveno e non in tedesco. Nel periodo di ripresa della vita religiosa dopo la caduta di Napoleone, Walland riordinò la vita ecclesiastica nel territorio goriziano, promosse iniziative a favore del popolo, seguì l'impostazione del Seminario Teologico Centrale aperto nel 1818 e ne fu direttore dello Studio teologico. Fu nominato vescovo di Gorizia nel 1819 e resse la sede fino alla morte, nel 1834. Nel 1830, dopo numerose pressioni, anche del governo austriaco, riuscì a far elevare nuovamente Gorizia ad arcidiocesi, come lo era al momento dell'istituzione nel 1752, dopo la soppressione del patriarcato di Aquileia. Riconoscendo alle genti friulane della diocesi gli stessi diritti linguistici degli sloveni e dei tedeschi, nel 1820 fece pubblicare la Traduzion in dialet gurizan-furlan dellis Litaniis di dug i Sanz cui Salmos e cullis rispettivis prejeris e orazions.

## Genealogia episcopale
La genealogia episcopale è:
- Cardinale Scipione Rebiba
- Cardinale Giulio Antonio Santori
- Cardinale Girolamo Bernerio, O.P.
- Arcivescovo Galeazzo Sanvitale
- Cardinale Ludovico Ludovisi
- Cardinale Luigi Caetani
- Cardinale Ulderico Carpegna
- Cardinale Paluzzo Paluzzi Altieri degli Albertoni
- Cardinale Flavio Chigi
- Papa Clemente XII
- Cardinale Giovanni Antonio Guadagni, O.C.D.
- Cardinale Cristoforo Migazzi
- Vescovo Michael Léopold Brigido
- Arcivescovo Sigismund Anton von Hohenwart, S.I.
- Arcivescovo Augustin Johann Joseph Gruber
- Arcivescovo Joseph Walland

La successione apostolica è:
- Vescovo Antonio Leonardis (1822)
- Vescovo Anton Alojzij Wolf (1824)
- Vescovo Antonio Peteani (1827)
- Vescovo Antonio Giuriceo (1830)